# 西武モハ101形電車
西武モハ101形電車（せいぶモハ101がたでんしゃ）は、かつて西武鉄道に在籍した通勤形電車。多摩湖線の車両近代化のため、従来在籍した木造車の主要機器を流用して1949年（昭和24年）から1953年（昭和28年）にかけて製造された、全長12m級の小型車である。
本項では、後年一部の車両を電装解除して制御車としたクハ1111形電車、ならびにモハ101形の制御車として運用するため気動車を改造して竣功したクハ1101形電車（初代）およびクハ1121形電車についても併せて記述する。
また、本項における車両番号（車番）の世代表記（「初代」「2代」など）については、本項記述の各形式内に限定した世代表記を用いることとする。

## 概要
1945年（昭和20年）9月の武蔵野鉄道・（旧）西武鉄道の合併に伴う（現）西武鉄道の成立以降、旧武蔵野鉄道に属した各路線はいずれも架線電圧1,200V仕様で電化されていたものを1950年（昭和25年）7月に（旧）西武鉄道に属した各路線に合わせて架線電圧1,500Vに昇圧し、さらに多摩線（現・多摩川線）等の非電化路線についても順次電化を施工し、路線規格の統一が推進された。しかし、旧武蔵野鉄道に属する一路線であった多摩湖線については、当時運行系統が他路線から独立していたことや、車両規格が狭小であることにより他路線との車両の共通運用が不可能であった等の理由から、架線電圧600V仕様のまま存置された。
当時の多摩湖線は、同路線の前身である旧多摩湖鉄道が保有した引き継ぎ車両や、西武軌道線（後に東京都交通局へ移管され、都電杉並線と改称）から転属した車両によって運用された。それらは二軸単車、あるいはボギー車であっても路面電車型の小型車であったことから輸送力に乏しく、また全車とも高経年の木造車であり老朽化が著しかったことから、他路線で運用される車両と比較して質的に見劣りするものであった。モハ101形は多摩湖線用車両の体質改善を目的として、従来車のうちボギー車各形式より主要機器を流用し、車体を新製する形で製造されたものである。なお、クハ1111形の一部が新製名義で落成したほかは、モハ101形を含む各形式とも種車の車籍を継承し改造名義で落成した。
1949年（昭和24年）から1958年（昭和34年）にかけて、4形式延べ12両が増備された各形式は、600V電化当時の多摩湖線専用車両として、多摩湖線の全線1,500V昇圧が完成した1961年（昭和36年）9月まで運用された。

## 車体
構体主要部分を鋼板とした半鋼製構造で、前面は非貫通構造の3枚窓設計とし、車体長11,400mmの車体に片側2箇所1,000mm幅の片開客用扉を備える。モハ101形・クハ1111形については、クハ1114・1115を除く全車とも両側妻面に運転台を有する両運転台構造で竣功し、運転台は片隅型開放構造で、運転台左側にのみ乗務員扉を設けており、前照灯は当初前面中央窓下の腰板部に設置された。車体塗装は当時の西武における標準塗装であった、腰板部を茶色、窓下ウィンドウシルより上を黄色とした2色塗りである。
初期に落成したモハ101 - 103（いずれも初代）はいずれも種車の台枠を流用して車体を新製し、流用した台枠の形状の都合から車体裾部に段差が生じている点が特徴である。同3両は多摩湖線萩山検車区において関東車輌電気の出張工事により製造され、第一陣として1949年（昭和24年）に落成したモハ102は側面見付が他車とは異なり、側窓2枚おきに太い窓間柱が設けられ、窓配置はdD12221D1（d：乗務員扉、D：客用扉）であった。翌1950年（昭和25年）3月に落成したモハ101・103は窓間柱太さが均一となり、窓配置はdD8D1と変化した。
1950年（昭和25年）10月に落成したモハ104（初代）以降は全車とも所沢車両工場で製造された。同車以降においては車体を台枠より新製し、車体裾部が一直線形状となったほか、台枠厚さも異なる。また、dD8D1の窓配置はモハ101・103（いずれも初代）と同一ながら、妻面および隅柱部の丸みが増し、幕板寸法・前面窓寸法を始めとして各部寸法も変更され、全体的に洗練された外観となった。
また、クハ1114（初代）・1115は当初より国分寺寄り妻面にのみ運転台を有する片運転台仕様で落成し、萩山寄り車端部には乗務員扉が設置されていないことが特徴であった。窓配置はdD8D1（反対側は1D8D1）である。
車内は全車ともロングシート構造で、客用扉は手動式、室内灯は白熱灯仕様であった。

## 主要機器
基本的に種車より流用したものを搭載し、全車とも運転台に設置された直接制御器によって力行制御を行う直接制御方式を採用する。なお、多摩湖線において運用される各形式は鋼体化以前から制御器に特殊な改造を施すことなく電動車・制御車の連結運転（総括制御）を実施していた。これは制御車の床下にも電動車同様に主抵抗器を搭載し、制御引き通し線ならびに母線（直流600V）を連結相手となる車両との間で接続、自車側直接制御器によって電動車を制御可能としたもので、本形式においても同様の制御方式が踏襲された。
台車はブリル76E-1（固定軸間距離1,473mm、車輪径860mm）などを装着する。主電動機はゼネラル・エレクトリック (GE) 製の一時間定格出力41kWのものを1両当たり2基、歯車比5.53 (83:15) で搭載し、駆動方式は吊り掛け式である。
制動装置はSME（非常弁付直通ブレーキ）を採用する。ただし、モハ101 - 104は当初は単なる直通ブレーキだったものを連結運転を行うために1951年（昭和26年）4月24日付鉄監第482号設計変更認可でSMEに改造した。
集電装置はトロリーポールを採用し、電動車であるモハ101形は車体の前後に各1基、制御車各形式は運転台側（国分寺側）にのみ1基、それぞれトロリーポールを搭載した。

## グループ別詳細
以下、各形式の種車となったグループごとにその詳細を述べる。なお、冒頭に記した車番はいずれも落成当初のものである。

### 旧多摩湖鉄道引き継ぎ車
- モハ101 - 103

種車は旧多摩湖鉄道の木造ボギー電動客車モハ20形モハ20 - 22で詳細は多摩湖鉄道の鉄道車両#モハ20形を参照のこと。
多摩湖鉄道の武蔵野鉄道への吸収合併に際しては多摩湖鉄道時代の番号のまま運用されたが、戦後（現）西武鉄道が成立したのち1948年（昭和23年）6月に実施された在籍車両の一斉改番に際してモハ101形モハ101 - 103と改番された。同3両は当初原形のまま導入されたものの、後年車体両端部が細く絞られる形状であったものを車体中央部と車幅を均一化する改造を実施し、同時に前面窓の下端部が切り上げられて前面窓上下寸法が縮小されたほか、モハ101・103については窓配置も原形の1D22222D1から1D8D1へ改造された。さらに後年において外板に鋼板を貼り付けて簡易鋼体化を施工し、ダブルルーフ構造であった屋根のシングルルーフ構造化が行われるなど数々の改造が順次施工され、鋼体化直前の段階では既に原形を失った状態であった。
鋼体化改造は、書類上は3両とも1951年（昭和26年）1月に所沢車両工場で施工されたという扱いが取られているが、現車は前述のように1949年（昭和24年）から1950年（昭和25年）にかけて落成しており、施工も関東車輌電気によって行われた。また、最初に落成したモハ102は窓配置がdD12221D1（d：乗務員扉、D：客用扉）と他車とは異なり、次いで落成したモハ101・103についても車体各部に後に所沢車両工場で車体を新製したグループとの相違点を有した。

### 西武軌道線引き継ぎ車
- モハ104 - 107

モハ51・111および都電杉並線（西武軌道線）202・211を種車とし、入線経緯ならびに鋼体化直前の外観は各々異なるものの、原形はいずれも木造オープンデッキ構造の路面電車型車両である。
モハ51は西武軌道線33形36として1924年（大正14年）6月に田中車両において新製され、西武軌道線の東京都交通局への運営委託後は250形254と改称・改番された。戦後間もなく休車となったのち、1946年（昭和21年）11月に再び西武鉄道の籍へ編入（譲渡）され、1951年（昭和26年）3月にモハ51形51として多摩湖線に配属された。導入に際しては保谷車両工場（後の保谷車両管理所）において屋根部のシングルルーフ構造化、乗降口下部の車外ステップ撤去、オープンデッキ部分への運転台および客用扉の新設が施工された。
モハ111は西武軌道線23形24として1923年（大正13年）9月に東洋車輌において新製され、運営委託後は東京都交通局210形212と改称・改番された。1945年（昭和20年）5月25日の空襲により車体を焼失し、1949年（昭和24年）5月に関東車輌電気において木造車体を新製、モハ111形111として西武鉄道の籍へ編入（譲渡）された。
以上の2両は多摩湖線において旅客車両として運用されたのち、モハ104・105の種車となった。
202・211は西武軌道線21形22・23形23として、前者は1922年（大正11年）11月に枝光鉄工所で、後者は1923年（大正13年）9月に東洋車輌でそれぞれ新製され、運営委託後は東京都交通局200形202・210形211と改称・改番された。同2両は戦後も引き続き都電杉並線において運用されたが、211は1953年（昭和28年）3月に、202は同年5月に再び西武鉄道の籍へ編入（譲渡）された。西武への譲渡後は前述モハ51・111のように旅客車両として運用されることなく、直接モハ106・107の種車となった。
以上の4両に対して、1950年（昭和25年）10月から1953年（昭和28年）8月にかけて順次鋼体化・車体新製が施工された。前述のように、本グループ以降の車体新製は全て所沢車両工場で行われ、車体各部に設計変更が加えられた。

### 新製車
- クハ1111形1114・1115

1953年（昭和28年）11月と1956年（昭和31年）12月の二度にわたって新製された。本グループは2両とも種車を持たず、新製名義で竣功しているが、台車については流用品が用いられ、クハ1114が雑型釣り合い梁式台車を、クハ1115がブリル76E-1をそれぞれ装着した。車体の仕様ならびに外観はモハ104 - 107とほぼ同一であるが、当初より片運転台車として落成したことから窓配置が一部異なる。なお、集電方式がトロリーポール仕様であった当時に新製されたクハ1114は屋根上にトロリーポールを搭載して落成したが、集電方式がパンタグラフに切り替えられた後に新製されたクハ1115については当初より集電装置を搭載せず落成した。

### 気動車改造制御車
- クハ1101形1101

雲仙鉄道が1936年（昭和11年）に日本車輌製造へ新製発注した、車体長9,800mmの小型四軸ボギー内燃動車（ガソリンカー）カハ22を前身とする。同車は1938年（昭和13年）8月の雲仙鉄道廃止に伴って篠山鉄道に原番号のまま譲渡され、さらに1944年（昭和19年）3月の篠山鉄道廃止に伴い（旧）西武鉄道が購入し、キハ101形101Bとして導入されたものである。同車の導入当時の（旧）西武鉄道においては既に同番号の車両（キハ101）が在籍したことから、元カハ22を「キハ101B」とし、既に在籍したキハ101については「キハ101A」と改称することによって両者を区分した。
同車は当時非電化路線であった多摩川線へ導入されたものの結局運用されず、長期間休車状態となったのち、1951年（昭和26年）6月にモハ101形と編成する制御車として電車化改造が施工された。電車化に際しては床下のエンジンを撤去、運転機器等を電車用の機器に換装し、屋根上にトロリーポールを新設した程度の軽微な改造に留まり、外観上の変化は極わずかなものであった。また、萩山寄りの運転台を撤去して片運転台構造となったが、運転室は多摩湖線に在籍する他の車両が片隅式であったのに対し、全幅式の運転室構造を採用した。窓配置はガソリンカー当時と同様、1D7D1である。台車はガソリンカー当時からの軸ばね式菱枠台車をそのまま装着し、旧付随台車は固定軸間距離1,500mmの一般的な台車であったのに対し、旧動力台車については心皿・枕梁等が動軸側に200mm偏って配置された偏心台車（心皿から各固定軸の間隔は動軸側が750mm、非動軸側が1,150mm）であった。
- クハ1121形1121・1122

多摩川線の客貨分離のため、（旧）西武鉄道が1938年（昭和13年）3月に日本車輌製造東京支店において新製したガソリンカーであるキハ20形21・22を種車とする。同2両は多摩川線の電化完成に伴って上水線（現・拝島線）へ転属し、同路線の電化完成後も車両不足を補うため1956年（昭和31年）頃まで運用されたのち、用途を失い休車となっていたものである。同2両を種車として本形式が落成した1958年（昭和33年）7月当時は、既に600V電化区間縮小に伴う余剰廃車が発生していた時期であったものの、多くの車両を廃車・譲渡したことで同時期の利用客増加に対して輸送力不足に陥ったことから、車両不足解消のため急遽改造が決定したとされている。
本形式も他の制御車各形式同様に、国分寺寄りに片隅式運転台を有する片運転台構造を採用する。種車は全長10m未満の小型二軸単車であったが、電車化改造に際しては全長13,460mmの3扉車体へ延長の上でボギー車化改造が施工されており、窓配置も改造以前の1D5D1からdD5D5D1（反対側は1D5D5D1）と大きく変化した。台車はクハ1231形の台車交換に伴う発生品である、天野工場（後の日本車輌製造）製の釣り合い梁式台車を装着する。なお、本形式は多摩湖線の集電方式がパンタグラフに切り替えられた後に増備されたため、当初より集電装置を搭載せず落成した。

## 導入後の変遷
架線電圧600V当時の多摩湖線に導入された上記4形式は、西武鉄道における運用期間は延べ12年間に過ぎなかったものの、モハ101形・クハ1111形についてはその間複数回にわたる各種改造ならびに改番（車番振替）が行われ、非常に複雑な車歴を辿っている。以下、導入後に実施されたそれらについて述べる。

### 各種改造・改番
旧多摩湖鉄道引き継ぎ車を種車とするモハ101 - 103（いずれも初代）は、西武軌道線引き継ぎ車を種車とするモハ104 - 107（モハ104は初代）が1953年（昭和28年）8月のモハ107を最後に全車落成したことを受け、電動車比率調整のため同年12月に全車電装解除・制御車化され、クハ1111 - 1113（クハ1112・1113は初代）と改称・改番された。制御車化に際しては萩山寄りの運転台機器を撤去し、他の制御車同様に片運転台車となった。さらに関東車輌電気の手によって製造された車体が経年4 - 5年程度であったにもかかわらず各部の傷みが進行し劣悪な状態となったことから、1954年（昭和29年）3月に所沢車両工場において車体の更新修繕工事が施工された。クハ1111・1113（初代）は外板張替え等修繕工事相当の施工に留まったが、車体の仕様が異なっていたクハ1112については新製車グループのクハ1114・1115と同一の車体を台枠より新製し載せ替えられ、旧車体は廃棄された。さらに1958年（昭和33年）6月にはクハ1112・1113（いずれも初代）が相互に車番を振替えてクハ1113・1112（いずれも2代）となり、後のグループと合わせてクハ1111・1112が台枠流用車、クハ1113以降が完全新製車と再編された。
モハ104 - 107（モハ104は初代）については、前述モハ101 - 103（いずれも初代）の電装解除・改番に伴って、1953年（昭和28年）12月にモハ101 - 104（いずれも2代）と改番された。1956年（昭和31年）にはモハ104（2代）とクハ1114（初代）の間で電装品ならびに車番の振替えが実施され、前者はクハ1114（2代）へ、後者はモハ104（3代）へそれぞれ改称・改番された。
なお、各形式共通事項として、1954年（昭和29年）に集電方式がトロリーポールからパンタグラフに切り替えられたことに伴い、同年3月から9月にかけて電動車の集電装置のパンタグラフ化、制御車の集電装置撤去、ならびに前照灯の屋根上への移設が順次施工された。さらに両運転台仕様であったモハ101形については、後年モハ101形・クハ1111形の2両編成を基本編成とし、他の制御車はラッシュ時の増結用車両とする運行形態が常態化したことに伴って国分寺寄りの運転台機器を撤去し、片運転台仕様となった。
なお、一連の片運転台化に関して、撤去された運転台の乗務員扉が残存しているものと、旧乗務員扉部分に客窓・座席を設置し完全な片運転台式にしたものが存在し、前者はモハ101（2代）・モハ102（2代）・モハ104（3代）・クハ1112（2代）が該当し、後者はクハ1111・クハ1113（2代）が該当する。また、前述の通り制御車として新製されたクハ1114（初代）・クハ1114（3代）とモハ103（2代）については当初より片運転台仕様である。
また、各種仕様が異なる異端な存在であったクハ1101は、1954（昭和29年）以降事故休車となっていたが、1956年（昭和31年）12月のクハ1115竣功の後、翌1957年（昭和32年）1月に日立電鉄へ譲渡された。

### 600V電化区間縮小に伴う淘汰
長年にわたって他路線より独立した運行形態を保持した多摩湖線であったが、輸送力増強ならびに利便性向上のため架線電圧の1,500V昇圧および車両規格の拡大が計画され、1958年（昭和33年）9月には萩山 - 多摩湖間の1,500V昇圧工事が完成し、新宿線との直通運転が開始された。
昇圧工事完成に先立つ1958年（昭和33年）4月にはモハ104（3代）が本形式初の廃車となり、山形交通（現・ヤマコー）へ譲渡された。モハ104（3代）の除籍に伴ってクハ1114（2代）が再び電動車化されてモハ104（4代）と改番され、同時にクハ1115がクハ1114（3代）と改番された。同年8月にはクハ1113（2代）が車体を再度新製し山形交通に譲渡、同時にクハ1114（3代）がクハ1113（3代）へ改番された。また、モハ104（4代）についても同年10月に除籍され、羽後交通へ譲渡された。
これら3両の除籍は架線電圧600V区間が国分寺 - 萩山間に縮小されたことに伴う余剰廃車名目であったが、同時期の利用客増加に対して残存車両のみでは対処できず、輸送力不足に陥ったことから、前述クハ1121形2両を増備する一方、クハ1111 - 1113に対して1960年（昭和35年）11月に車体延長改造が施工された。改造後の同3両は全長13,900mmの3扉車体となり、窓配置はdD4D4D1と変化している。また、台枠流用車のクハ1111・1112については車体裾部の段差がなくなり、車体新製車のクハ1113（3代）同様に裾部が一直線形状となったが、台枠厚さが異なるため両者の判別は可能であった。
多摩湖線の架線電圧600V区間は、最終的にモハ101 - 103（いずれも2代）・クハ1111 - 1113（クハ1111・1112は2代、クハ1113は3代）・クハ1121・クハ1201の計8両によって運用されたが、1961年（昭和36年）9月の国分寺 - 萩山間の架線電圧1,500V昇圧完了をもって全車運用を離脱、1964年（昭和39年）までに全車除籍された。
なお、クハ1111・1112（いずれも2代）は運用離脱後の1962年（昭和37年）7月10日から同年8月20日にかけて松本電気鉄道（現・アルピコ交通）に貸渡され、同社上高地線の夏季登山客輸送に供された経歴を持つ。貸出に際しては同社保有の電動車との併結運転のため、運転台の主幹制御器（マスコン）を交換し、間接非自動制御（HL制御）対応の制御車へ改造の上で入線した。

## 他社への譲渡後の動向

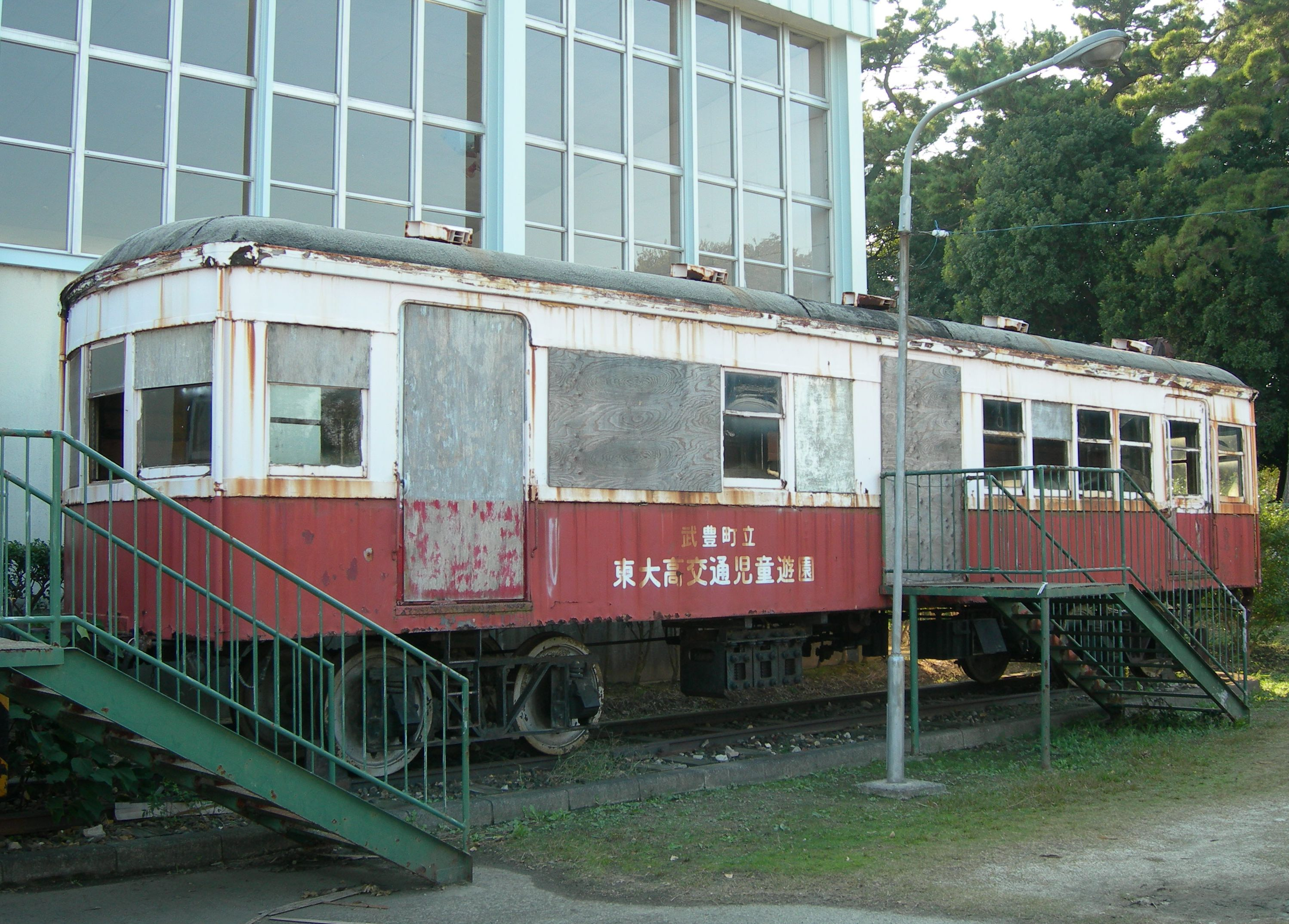
日本油脂専用線ク102
（元西武クハ1113・3代 2009年10月）

モハ101形・クハ1111形については所沢車両工場がカタログを作成して地方私鉄各社へ積極的に売り込みを図ったことが記録されており、最終的に4形式12両全車が羽後交通・山形交通・日立電鉄・豊橋鉄道・日本油脂専用鉄道の各社へ譲渡された。なお、モハ101形・クハ1111形9両中、西武在籍当時における改造によって3両が、さらに譲渡に際して3両がそれぞれ車体延長改造を施工されており、原形のまま譲渡されたものは3両に留まることから、モハ101形・クハ1111形の12m級車体は地方私鉄においても小型過ぎたものと推測される。

### 羽後交通
1958年（昭和33年）10月にモハ104（4代）が譲渡され、デハ6として同社雄勝線に配属された。同路線はトロリーポール集電方式を採用していたため、譲渡に際してはパンタグラフをトロリーポールに換装し、同時に前照灯を前面窓下へ移設したため、あたかも新製当時の姿に復元されたかのような形態となった。その他、両運転台化および乗務員扉の増設（窓配置dD8Dd）、客用扉にドアエンジンを新設し半自動扉化、客用扉下部へのステップ新設等が施工されている。
次いで1963年（昭和38年）4月にはクハ1121が譲渡され、前述デハ6の続番となるデハ7として同じく雄勝線に配属された。譲渡に際しては電動車化、両運転台化、乗務員扉の増設（窓配置dD5D5Dd）、客用扉の自動扉化、前照灯の前面窓下への移設が施工され、た。
雄勝線にあっては大型車の部類に入るデハ6・7は主力車両として運用されたものの、モータリゼーション進捗に伴う利用客減少ならびに赤字額増加を受け、経営合理化の一環として同路線の内燃動力化・電化廃止の方針が決定し、廃線となった同社横荘線より転属した気動車に置き換えられる形で1971年（昭和46年）7月に全車用途を失った。動力転換に伴ってデハ7は電装解除・客車化改造が施工されホハフ7と改称されたものの、ほぼ運用される機会はなく、1973年（昭和48年）4月1日の雄勝線全線廃止に至った。
なお、内燃動力化直後にデハ6・7を含む数両の電車については銚子電気鉄道への譲渡の引き合いがあったものの、価格面における折り合いが付かず破談となり、2両とも雄勝線全廃後に解体処分された。

### 山形交通
1958年（昭和33年）4月にモハ104（3代）が、同年8月にはクハ1113（2代）が譲渡され、それぞれ同社高畠線および尾花沢線に配属された。モハ104（3代）は高畠線モハ3となり、譲渡に際しては両運転台化、乗務員扉の増設（窓配置dD8Dd）、客用扉の自動扉化、客用扉下部へのステップ新設、客用扉の鋼製扉化等が施工されている。また尾花沢線に配属されたクハ1113（2代）はハフ3（3代）として導入されたが、譲渡の際に車体を新製し載せ替えている。この車体は、当初より客車として新製されているものの、基本的な仕様については旧車体ほぼそっくりで、前述のモハ3に準じたものであるが、客用扉については手動式とされたほか、屋根および乗務員扉周辺などの各部の仕様が異なる。
1964年（昭和39年）8月にはクハ1111・1112（2代）が譲渡され、クハ1111については電動車化改造が施工されてモハ105・クハ11として同社三山線に配属された。譲渡に際しては前述クハ1111の電動車化のほか、制御方式の間接非自動制御（HL制御）化、両運転台化、乗務員扉の増設（窓配置dD4D4Dd）、前面窓および戸袋窓のHゴム固定窓化、客用扉の自動扉化・鋼製扉化等が施工されている。
モハ3は1974年（昭和49年）11月の高畠線全線廃止まで運用され、後に解体処分された。ハフ3は尾花沢線で主力車両として運用されたのち、1970年（昭和45年）9月の同路線廃止後は高畠線に転属したが、運用機会はなく倉庫代用として使用された末、高畠線全廃に伴ってモハ3と同様解体処分された。
モハ105は収容力の小ささが問題となって後年パンタグラフや一部の電装品を撤去して制御車代用となり、クハ11とともに主にラッシュ時の増結用車両として運用された。1974年（昭和49年）11月の三山線廃止後は他社への譲渡を意図して海味駅構内に1年余の間留置されていたが、結局譲渡されることなく2両とも解体処分された。

### 日立電鉄
クハ1101が1957年（昭和32年）1月に譲渡され、サハ1100形1101として導入された。譲渡に際しては塗装を変更し運転台や電装品を撤去した以外ほぼ手を加えられず運用された。しかし、全長10m未満の小型車で、かつ運転台を持たない純然たる付随車（トレーラー）であった同車は運用上難を来たしたため、晩年は半ば休車状態で久慈浜駅構内に留置されたのち、1973年（昭和48年）6月に廃車となった。

### 豊橋鉄道
1959年（昭和34年）10月にクハ1122が譲渡され、当初ク1500形1505の形式・車番を称したのち、ク2300形2301と改称・改番された。譲渡に際しては制御方式の間接非自動制御（HL制御）化が実施され、同時に譲渡されたモ1600形1602（元西武モハ151形161・2代）と編成された。後年客用扉の自動扉化、連結面への貫通路新設、前照灯のシールドビーム2灯化等が施工されている。
1962年（昭和37年）1月にはモハ101・102（いずれも2代）の2両が譲渡され、モ1300形1301・1302として導入された。譲渡に際しては2両とも西武クハ1111 - 1113と同一の内容による車体延長改造を施工し、同時に乗務員扉増設を行って窓配置はdD4D4D1（d：乗務員扉、D：客用扉）と変化した。その他客用扉の自動扉化、床面高さ変更、台車交換等が施工されている。導入後は旧三河鉄道のガソリンカー改造車であるク2280形2281・2282と編成し、2両固定編成として運用された。導入当初は直接制御仕様のまま運用されたが、後年間接非自動制御（HL制御）化が実施され、同時期にはク2301と同じく連結面へ貫通路を新設し、前照灯のシールドビーム2灯化等も施工されている。
モ1301は1967年（昭和42年）1月に踏切事故で大型トラックと衝突、脱線転覆大破したため同年9月に廃車となった。ク2301は大型車導入に伴って1982年（昭和57年）に、モ1302は編成を組んだク2002（ク2282を改番）の廃車に伴って電装解除・制御車化の上ク2310形2311と改称・改番されたのち、1987年（昭和62年）にそれぞれ廃車となった。

### 日本油脂専用鉄道
日本国有鉄道（国鉄・当時）武豊線武豊駅から日本油脂（現・日油）愛知事業所管内の各工場を結ぶ専用鉄道（延長3.1km、架線電圧550V）における従業員輸送用車両の近代化目的で、1961年（昭和36年）8月にモハ103（2代）・クハ1113（3代）の2両が譲渡され、同社モ101・ク102として導入された。譲渡に際しては床面高さ変更のほか、モ101については両運転台化ならびに前述豊橋鉄道に譲渡された車両と同様に車体延長改造を施工した。なお、同2両は他社向け譲渡車両において施工された乗務員扉増設は行われなかった。1983年（昭和58年）に工員輸送列車が廃止となったことに伴って2両とも用途を失い、1986年（昭和61年）3月には同専用鉄道そのものが全線廃止となった。
専用鉄道廃線後はモ101が愛知県知多郡武豊町内の長尾児童館に、ク102が同町内の東大高交通児童公園にそれぞれ静態保存され、モハ101形・クハ1111形における唯一の現存例となっている。

## 車歴
| 形式                 | 車番・竣功              | 種車車番 | 電装解除                | 改番                   | 車番振替                | 改番                 | 改番                  | 譲渡                       | 備考                   |
| -------------------- | ----------------------- | -------- | ----------------------- | ---------------------- | ----------------------- | -------------------- | --------------------- | -------------------------- | ---------------------- |
| モハ101形 クハ1111形 | モハ101 (I) 1950年3月   | 同左     | クハ1111 1953年12月     |                        |                         |                      |                       | 山形交通クハ11 1964年8月   | 1960年11月車体延長施工 |
| モハ101形 クハ1111形 | モハ102 (I) 1949年      | 同左     | クハ1112 (I) 1953年12月 |                        | クハ1113 (II) 1958年6月 |                      |                       | 山形交通ハフ3 1958年8月    | 1954年3月車体新製      |
| モハ101形 クハ1111形 | モハ103 (I) 1950年3月   | 同左     | クハ1113 (I) 1953年12月 |                        | クハ1112 (II) 1958年6月 |                      |                       | 山形交通モハ105 1964年8月  | 1960年11月車体延長施工 |
| モハ101形 クハ1111形 | モハ104 (I) 1950年10月  | モハ111  |                         | モハ101 (II) 1954年3月 |                         |                      |                       | 豊橋鉄道モ1301 1962年1月   |                        |
| モハ101形 クハ1111形 | モハ105 1952年9月       | モハ51   |                         | モハ102 (II) 1954年3月 |                         |                      |                       | 豊橋鉄道モ1302 1962年1月   |                        |
| モハ101形 クハ1111形 | モハ106 1953年5月       | 都202    |                         | モハ103 (II) 1954年3月 |                         |                      |                       | 日本油脂モ101 1961年8月    |                        |
| モハ101形 クハ1111形 | モハ107 1953年5月       | 都211    |                         | モハ104 (II) 1954年3月 | クハ1114 (II) 1956年    | モハ104 (IV) 1958年  |                       | 羽後交通デハ6 1958年10月   |                        |
| モハ101形 クハ1111形 | クハ1114 (I) 1953年11月 | ‾        |                         |                        | モハ104 (III) 1956年    |                      |                       | 山形交通モハ3 1958年4月    |                        |
| モハ101形 クハ1111形 | クハ1115 1956年12月     | ‾        |                         |                        |                         | クハ1114 (II) 1958年 | クハ1113 (III) 1958年 | 日本油脂ク102 1961年8月    | 1960年11月車体延長施工 |
| クハ1101形           | クハ1101 1951年6月      | キハ101B |                         |                        |                         |                      |                       | 日立電鉄サハ1101 1957年1月 |                        |
| クハ1121形           | クハ1121 1958年7月      | キハ21   |                         |                        |                         |                      |                       | 羽後交通デハ7 1963年4月    |                        |
| クハ1121形           | クハ1122 1958年7月      | キハ22   |                         |                        |                         |                      |                       | 豊橋鉄道ク1505 1959年10月  |                        |